# Postbruch
Postbruch ist ein Wohnplatz der Stadt Strausberg im brandenburgischen Landkreis Märkisch-Oderland.

## Lage
Der Wohnplatz liegt westlich des Stadtzentrums und grenzt dort wiederum im Westen an den Bötzsee. Nördlich ist der Wohnplatz Spitzmühle. Im Süden liegt Petershagen/Eggersdorf. Er ist Teil des Landschaftsschutzgebietes Strausberger- und Blumenthaler Wald- und Seengebiet.

## Geschichte
Ausweislich einer Informationstafel am südlichen Ortseingang lautete der ursprüngliche Name Porst-Bruch und leitet sich von dem Heidekraut Sumpfporst ab, das zu einer früheren Zeit dort wuchs. Postbruch erschien bereits 1805 im Geographisch statistisch-topographischen Lexikon von Obersachsen und der Ober- und Niederlausiz als zu Strausberg gehörig. Bereits 1871 wurde über das wasserreiche Gebiet berichtet, wie eine Erwähnung in den Vorarbeiten zu einer zukünftigen Wasserversorgung der Stadt Berlin aus den Jahren 1868 und 1869 zeigt. Dort wurde bereits ein „torfiger Wiesengrund“ erwähnt. Das Feuchtgebiet wurde in den 1930er Jahren trockengelegt und parzelliert, um Ferienhäuser zu errichten. Mediale Aufmerksamkeit erhielt der Wohnplatz, als der Mörder Frank Schmökel im Jahr 2000 einen Rentner in einem Bungalow erschlug.

## Kultur und Sehenswürdigkeiten
- Bötzsee und Göritzsee

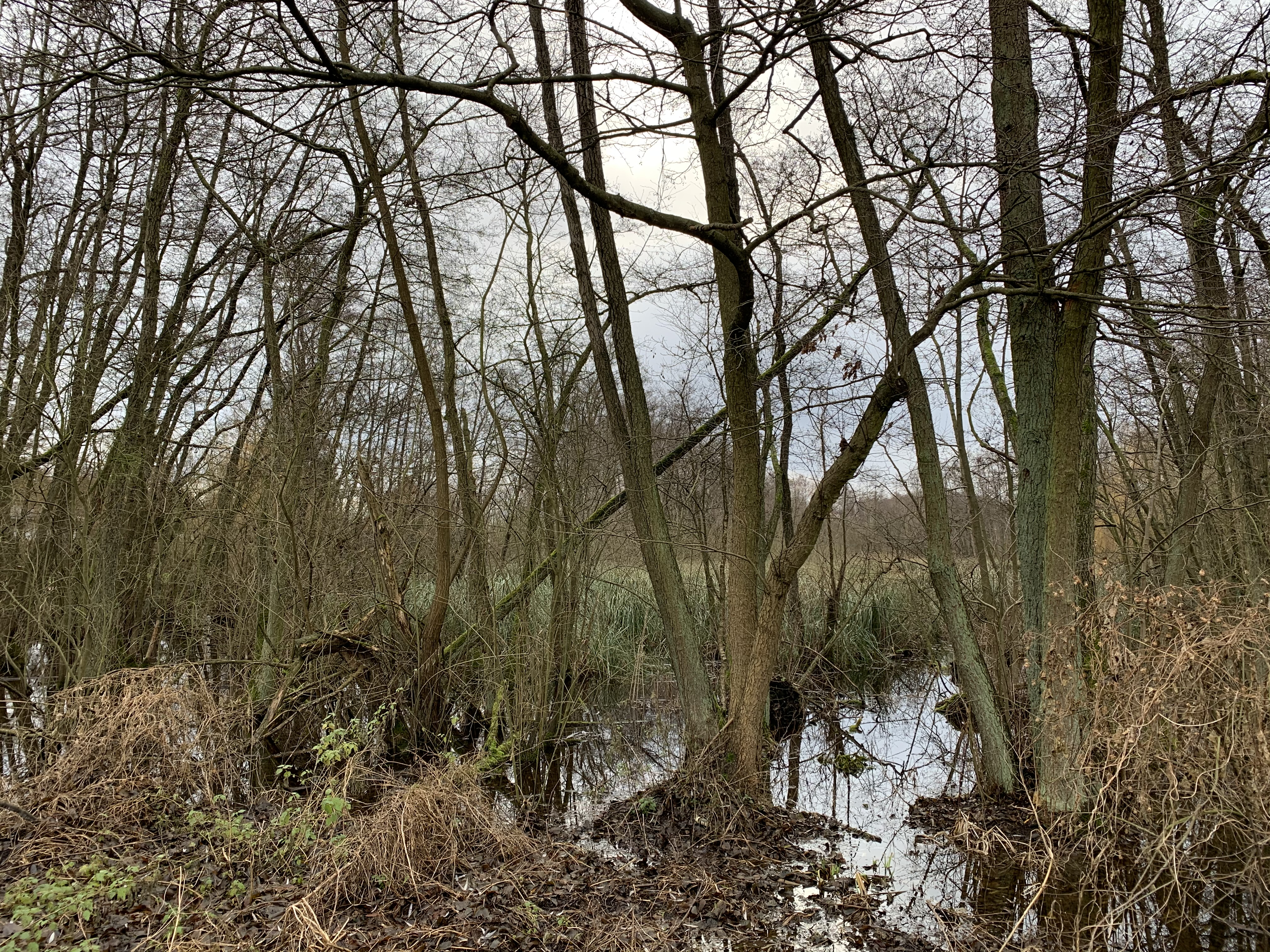
Göritzsee

- In Postbruch sind der gleichnamige Kleingartenverein sowie Anglerverein Postbruch aktiv.

## Wirtschaft und Infrastruktur
In Postbruch existieren neben einer Ferienunterkunft keine weiteren Betriebe.
Der Wohnplatz ist über die nach Osten verlaufende Straße Zum Postbruch mit dem Stadtzentrum verbunden. Nach Süden besteht über den Hauptweg eine Verbindung zur Altlandsberger Chaussee. Die nächstgelegene Haltestelle des ÖPNV befindet sich an der Buslinie 932 im Ortsteil Eggersdorf der Gemeinde Petershagen/Eggersdorf.